# 爨
爨（さん、拼音: cuàn）は、魏晋南北朝時代に現在の雲南省・貴州省に相当する地域に居住した民族。
もともと蜀漢の爨習の子孫が、東晋以後に雲南と貴州に防衛のために駐屯して地方政権を樹立した。同時に、“爨”はその名字から民族の通称になった。
隋唐の時代、爨は東西に分裂して、東爨は烏蛮、西爨が白蛮になった。このうち西爨が通訳なしで漢族と会話ができるのに対し、東爨は通訳を何人も必要とし、「鳥語を喋る者」と言われた。中国の学会では、西爨の子孫の一部が現在の白族、東爨の子孫の一部が現在の彝族になったとしている。